# El Pla de Santa Maria
El Pla de Santa Maria (bis 1954 Pla de Cabra) ist eine katalanische Gemeinde in der Provinz Tarragona im Nordosten Spaniens in der Comarca Alt Camp.

## Geographische Lage
Die Gemeinde liegt etwa 30 Kilometer nordwestlich von Tarragona auf etwa 380 Metern Höhe und hat 2.389 Einwohner (Stand: 2024).